# ای‌جی شاه‌تخته

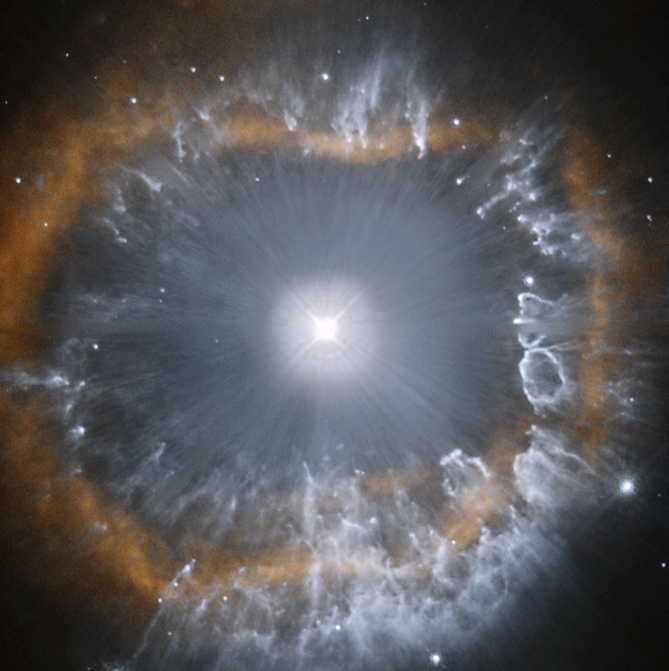
نمایی از ستارهٔ «اِی جی شاه تخته»، عکس‌برداری‌شده توسط تلسکوپ فضایی هابل

اِی جی شاه تخته، ستاره‌ای در پیکر آسمانی شاه تخته می‌باشد. ستاره‌ ای جی شاه تخته نام ایچ آی پی ۵۳۴۶۱ در فهرست ابرخس را نیز به خود اختصاص داده‌است. سرعت شعاعی این ستاره در حدود ۵/۱۷۱- کیلومتر بر ثانیه می‌باشد و به سرعت در حال نزدیک شدن به سامانه خورشیدی می‌باشد. این ستاره در گروه متغیرهای آبی درخشان قرار دارد و با جِرمی در حدود ۵۰ جرم خورشیدی و نیز درخششی در حدود ۱۰۰۰۰۰۰ درخشندگی خورشید یکی از پُرجرم‌ترین و درخشان‌ترین ستاره‌های کهکشان راه شیری است. به دلیل فاصله زیاد این ستاره با سیاره زمین که حدود ۲۰۰۰۰ سال نوری می‌باشد، و نیز جذب زیاد نور ستاره مزبور توسّط غبارهای میان ستاره‌ای در مسیر طولانی رسیدن به سیّاره زمین، امکان دیدن این ستاره با چشم غیر مسلّح از دید سیاره زمین وجود ندارد؛ قدر ظاهری این ستاره به‌طور نامنظّمی در میان ۱/۷ و ۰/۹ تغییر می‌کند. ستاره اِی جی شاه تخته توسّط یک سحابی سیاره نمای بزرگ، که از موادّ پرتاب‌شده به بیرون توسّط بادهای ستاره‌ای نیرومند ستاره اِی جی شاه تخته ایجاد شده و رشد یافته‌است، به‌طور کامل احاطه شده‌است. ظاهراً این ستاره در حال حاضر در یک مرحله تحوّلی میان یک ابرغول آبی رده طیفی O سنگین یا به قول معروف یک متغیّر آبی درخشان و یک ستاره ولف رایت قرار دارد.